# María Alanoca Tinta

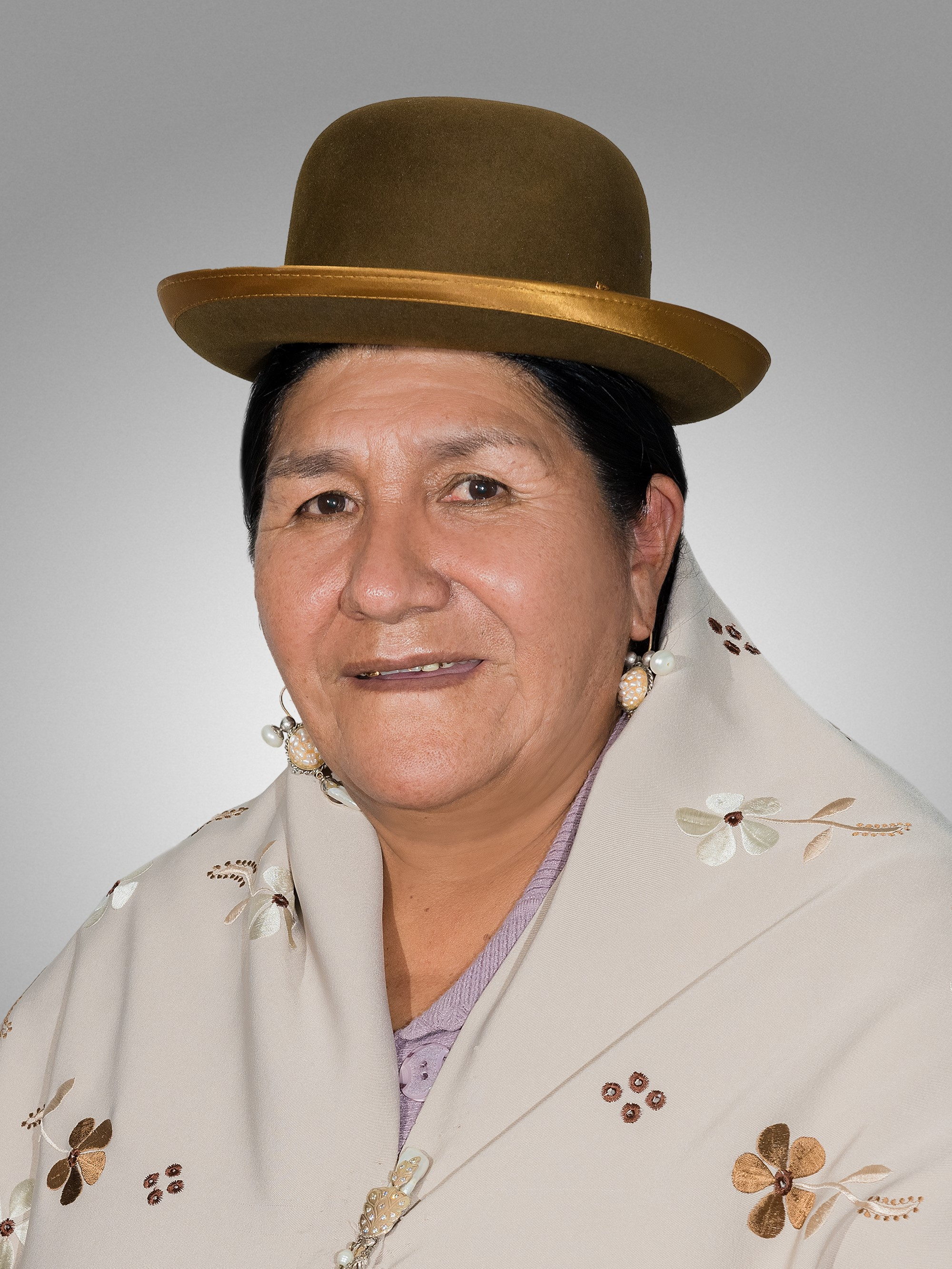
María Alanoca Tinta (2020)

María Alanoca Tinta (* 2. Dezember 1960) ist eine bolivianische Politikerin des MAS-IPSP, die seit 2020 Mitglied des Abgeordnetenhauses von Bolivien ist.

## Leben
María Alanoca Tinta wuchs in der Provinz Los Andes im ländlichen Departamento La Paz auf und arbeitete in ihrer Jugend als sogenannte „Palliri“ in den Bergwerken der Provinz Sud Yungas, um auf der Suche nach Erzen und durch Sammeln von Gesteinsresten aus dem Bergbau ihren Lebensunterhalt zu sichern. Mit 17 Jahren ließ sie sich 1977 in El Alto nieder und arbeitete als Straßenverkäuferin im Geschäftsviertel der Stadt, einem Gebiet, das vom informellen Wirtschaftssektor dominiert wird. Als Mitglied der Kleinhändlergewerkschaft von El Alto, fungierte sie Mitte der 1990er Jahre als Generalsekretärin der Gewerkschaft im Stadtbezirk La Ceja. Sie war Gründungsmitglied des MAS in El Alto und war 2000 Mitglied in dessen Direktorium.

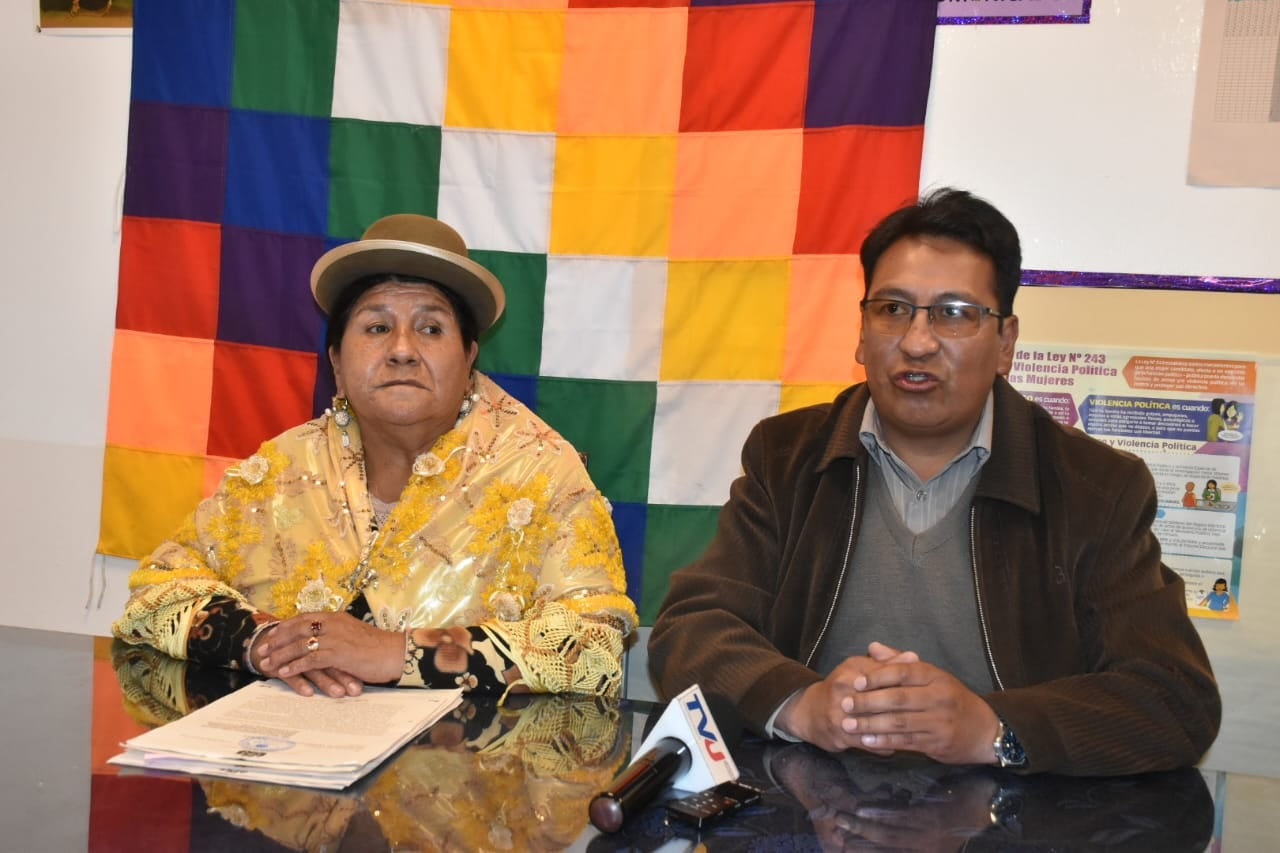
María Alanoca und ihr Stellvertreter Zacarías Laura bei einer Pressekonferenz (8. März 2022).

Bei der Parlamentswahl 2009 wurde Maria Alanoca auf der Liste der MAS im Departamento La Paz zum stellvertretenden Mitglied des Abgeordnetenhauses von Bolivien gewählt, des Unterhauses der Plurinationalen Legislativen Versammlung Boliviens, und bekleidete die Funktion als Stellvertreterin von Wilfredo Calani Choque vom 25. Januar 2010 bis zum 18. Januar 2015. Bei der Parlamentswahl am 20. Oktober 2019 wurde sie für den MAS-IPSP zum Mitglied des Abgeordnetenhauses von Bolivien gewählt. Sie gehörte diesem bis zum 10. November 2019 an, als nach wochenlangen Protesten Staatspräsident Evo Morales, als dessen Unterstützerin sie zum Evista-Flügel der MAS-IPSP gehört, zunächst Neuwahlen und schließlich seinen Rücktritt ankündigte.
María Alanoca wurde bei der Parlamentswahl am 18. Oktober 2020 für den MAS-IPSP im Wahlkreis C-10 im Departamento La Paz erneut zum Mitglied des Abgeordnetenhauses von Bolivien gewählt. Ihr Stellvertreter wurde Zacarías Laura Tancara.
Mit Stand 2024 ist María Alanoca Mitglied des Ausschusses für Territoriale Organisation des Staates und der Autonomien und des Unterausschusses für Autonomien indigener einheimischer Bauern.